# Alejandro Pacheco Concha
Alejandro Pacheco Concha fue un catedrático de la Universidad de San Antonio Abad, político peruano. 
Nació en el Cusco en 1868, hijo de Mariano Pacheco y Bustamante y Emilia Concha y Argüelles, hermana de Martín Concha Argüelles quien fuera un hacendado y diputado por la provincia de Urubamba entre 1872 y 1881. Se casó con María del Carmen Pacheco Argüelles
Fue elegido senador suplente por el departamento del Cusco de 1906 hasta 1909 durante los primeros mandatos de los presidentes José Pardo y Barreda y Augusto B. Leguía durante la República Aristocrática.
Luego de la revuelta estudiantil de la Universidad de San Antonio Abad en 1909, Pacheco formó parte de los catedráticos que impulsaron la denominada generación "La Sierra" o "Esquela Cuzqueña". Precisamente, luego de la revuelta, durante el rectorado de Albert Giesecke, Alejandro Pacheco fue asignado a la cátedra de filosofía e historia de la filosofía antigua y moderna en la facultad de Letras de la universidad cusqueña.